# McKim, Mead & White
McKim, Mead & White fue un estudio de arquitectura estadounidense que prosperó a comienzos del siglo XX. Los socios fundadores de la empresa fueron Charles Follen McKim (1847–1909), William Rutherford Mead (1846–1928) y Stanford White (1853–1906). Contrataron a muchos otros arquitectos, socios, asociados, diseñadores y dibujantes, que destacarían durante o después de su estancia en la firma.
Los edificios en Nueva York de la firma incluyen la antigua Estación Pensilvania de Manhattan, el Museo Brooklyn y el campus principal de la Universidad de Columbia. En otras partes del Estado de Nueva York y en Nueva Inglaterra, la firma diseñó colegios, bibliotecas, escuelas y otros edificios, como la Biblioteca Pública de Boston original y la Casa del Estado de Rhode Island. En Washington D. C., la firma renovó las alas oeste y este de la Casa Blanca y diseñó el Roosevelt Hall en Fort Lesley y el Museo Nacional de Historia Estadounidense. La firma diseñó edificios en numerosos lugares de los Estados Unidos, con realizaciones en Illinois, Míchigan, Ohio, Pensilvania, Tennessee, Washington y Wisconsin. Otros ejemplos se encuentran en Canadá, Cuba e Italia.

## Historia
McKim y Mead se asociaron en 1872. En 1879 se les unió White, quien, como McKim, había trabajado para el arquitecto Henry Hobson Richardson. Su trabajo aplicó los principios de la arquitectura Beaux Arts, la adopción del vocabulario estilístico clásico griego y romano por influencia de la Escuela de Bellas Artes parisina, y el Movimiento de Ciudades Bellas, que comenzó a dejar su huella a partir de 1893. Su ideal era acabar con la confusión visual de las ciudades estadounidenses, e impregnarlas de un sentido de orden y coherencia formal durante la Edad Dorada de los Estados Unidos.
Según un erudito, "Recorrer el mundo de McKim, Mead & White era en cierto sentido explorar los placeres de la vida. Un círculo de carácter bisexual y homosexual se podía rastrear dentro de la oficina. El círculo incluía a Stanford White, [Augustus] Saint Gaudens, Joseph M. Wells, Frank Millet, Whitney Warren, Thomas Hastings y probablemente a [William R.] Mead, y muchos otros".
La firma mantuvo todavía su nombre mucho tiempo después de la muerte de los tres socios fundadores. White falleció en 1906, McKim en 1909 y Mead en 1928.
Entre los trabajos finales de la firma bajo el nombre de McKim, Mead & White figura el Museo Nacional de Historia Estadounidense en Washington D. C., diseñado principalmente por el socio de la empresa James Kellum Smith, se inauguró en 1964.
Smith murió en 1961, y pronto se cambió el nombre de la empresa por el de Steinmann, Cain and White. En 1971, se convirtió en Walker O. Cain and Associates.

## Trabajos seleccionados

### Nueva York
| Edificio                                                | Localización                                    | Año       | Características | Imagen                                                                 |
| ------------------------------------------------------- | ----------------------------------------------- | --------- | --- | ---------------------------------------------------------------------- |
| Casas Villard                                           | 451 Madison Avenue, Manhattan                   | 1884      | |                                                                        |
| Club Harvard de Nueva York                              | Manhattan                                       | 1894      | |                                                                        |
| 169 West 83rd Street                                    | Manhattan                                       | 1885      | Para David H. King, estilo neorrománico. |                                                                        |
| Edificio Goelet                                         | 900 Broadway con la East 20th Street, Manhattan | 1897      | |                                                                        |
| Edificio del Antiguo New York Life Insurance Company    | Manhattan                                       | 1894-1898 | Edificio de estilo palacio renacentista en mármol blanco. MMW asumió el encargo tras la muerte de Stephen D. Hatch en 1894.                                                           |                                                                        |
| Madison Square Garden II                                | Madison Square, Manhattan                       | 1890      | Segundo de los cuatro edificios conocidos por este nombre; demolido en 1925. |                                                                        |
| Century Club                                            | Ciudad de Nueva York                            | 1891      | |                                                                        |
| Cable Building                                          | 611 Broadway, ciudad de Nueva York              | 1893      | |                                                                        |
| West End Collegiate Church                              | West End Avenue, Manhattan                      | 1892      | Atribución verificada. |                                                                        |
| Arco de Washington Square                               | Washington Square Park, ciudad de Nueva York    | 1892      | |                                                                        |
| Metropolitan Club                                       | 1 East 60th St, NYC, Nueva York                 | 1893      | |                                                                        |
| Prospect Park                                           | Brooklyn, Nueva York                            | 1895-1900 | Varios elementos, incluyendo Parade Place en Lookout Hill, el peristilo, las piezas de granito en Park Circle, el puente Lullwater y el Monumento de Maryland en Lookout Hill (1895). |                                                                        |
| Morningside Heights (Manhattan) campus                  | Universidad de Columbia                         | 1893-1900 | Diseño general y edificios individuales, incluyendo la Biblioteca Low Memorial, Philosophy Hall, John Jay Hall, Avery Hall y Hamilton Hall.                                           |                                                                        |
| Campus de University Heights, Universidad de Nueva York | El Bronx                                        | 1891-1900 | Incluyendo el Salón de la Fama para Americanos Ilustres (1900), actualmente el Colegio de la Comunidad del Bronx.                                                                     |                                                                        |
| Harmonie Club                                           | 4 East 60th Street, Manhattan                   | 1905      | |                                                                        |
| Edificio del New York Herald                            | Manhattan                                       | 1895      | Demolido en 1921. |                                                                        |
| Museo Brooklyn                                          | Brooklyn                                        | 1895      | |                                                                        |
| University Club of New York                             | Ciudad de Nueva York                            | 1899      | |                                                                        |
| Biblioteca & Museo Morgan                               | Ciudad de Nueva York                            | 1903      | Ampliado en 1928. |                                                                        |
| Sucursales de la Biblioteca Pública de Nueva York       | Ciudad de Nueva York                            | 1902-1914 | Diseño de 11 sucursales, incluyendo la Hamilton Grange Branch (1905-1906), y la 115th Street Branch (1907-1908).                                                                      | Exterior of Hamilton Grange Branch                                     |
| Central Eléctrica IRT                                   | Ciudad de Nueva York                            | 1904      | |                                                                        |
| Monumento a los mártires de barcos para prisioneros     | Brooklyn, Nueva York                            | 1908      | |                                                                        |
| Edificio Knickerbocker Trust                            | 60 Broadway, Manhattan                          | 1909      | Demolido. |                                                                        |
| Edificio Municipal de Manhattan                         | 1 Centre Street, Manhattan                      | 1909-1915 | |                                                                        |
| Estación Pensilvania                                    | Manhattan                                       | 1910      | Parte por encima del suelo demolida en 1963. |                                                                        |
| 998 Fifth Avenue                                        | Manhattan                                       | 1912      | |                                                                        |
| Bellevue Hospital Center                                | Manhattan                                       | 1912      | |                                                                        |
| Oficina Postal James Farley                             | Manhattan                                       | 1913      | A menudo considerada como el gemelo arquitectónico de la Estación de Pensilvania de la ciudad de Nueva York.                                                                          |                                                                        |
| Club de Tenis                                           | Manhattan                                       | 1916-1918 | |                                                                        |
| Hotel Pennsylvania                                      | Manhattan                                       | 1919      | |                                                                        |
| The Town Hall                                           | 123 West 43rd Street, Manhattan                 | 1921      | |                                                                        |
| 110 Livingston Street                                   | Brooklyn                                        | 1926      | Originalmente para la Elks Lodge, sede del origen del Departamento de Educación de la ciudad de Nueva York.                                                                           |                                                                        |
| Savoy-Plaza Hotel                                       | Manhattan                                       | 1927      | Demolido en 1965. | the large building at center, to the right of the taller, narrow spire |
| Liggett Hall                                            | Governors Island, Nueva York                    | 1929      | |                                                                        |
| DeKalb Hall y Centro de Ciencias de la Información      | Brooklyn                                        | 1955      | |                                                                        |
| North Hall en el Instituto Pratt                        | Brooklyn                                        | 1957      | |                                                                        |

### Nueva Inglaterra y el estado de Nueva York
| Edificio                                                            | Localización                                      | Año       | Características | Imagen                 |
| ------------------------------------------------------------------- | ------------------------------------------------- | --------- | --- | ---------------------- |
| Casino de Newport                                                   | Newport (Rhode Island)                            | 1880      | |                        |
| Casa de John Howard Whittemore                                      | Naugatuck                                         | 1880s     | [ 7 ] |                        |
| Isaac Bell House                                                    | Newport (Rhode Island)                            | 1881–1883 | |                        |
| Casa de verano de Cyrus McCormick, estilo Shingle                   | Richfield Springs                                 | 1882      | Demolida en 1957. |                        |
| Emdalar Castle - Tickner Estate                                     | South Kingstown, Rhode Island                     | 1883      | Restaurada a su condición original en 2014. |                        |
| Casino del Muelle de Narragansett                                   | Narragansett, Rhode Island                        | 1883      | |                        |
| Escuela de Salem (Naugatuck, Connecticut)                           | Naugatuck                                         | 1884      | [ 7 ] | about 1905             |
| Sociedad Secreta Wolf's Head, "Old Hall"                            | New Haven (Connecticut), Universidad Yale         | 1884      | |                        |
| Residencia de Charles J. Osborn                                     | Mamaroneck                                        | 1885      | Club Marítimo de Playa Mamaroneck desde 1952. |                        |
| Mansión "Four Chimneys"                                             | New Rochelle                                      | ?         | |                        |
| Mansión de John F. Andrew, 32 Hereford Street                       | Boston                                            | 1886      | |                        |
| Casa de William G. Low                                              | Bristol (Rhode Island)                            | 1887      | Arquetipo del estilo Shingle; demolida en 1962. |                        |
| Club Algonquin                                                      | Boston                                            | 1888      | |                        |
| Johnston Gate, Universidad de Harvard                               | Cambridge (Massachusetts)                         | 1889      | |                        |
| Fayerweather Hall, Amherst College                                  | Amherst (Massachusetts)                           | 1890      | |                        |
| Edificio Walker Art, Bowdoin College                                | Brunswick (Maine)                                 | 1894      | |                        |
| Biblioteca Whittemore Memorial                                      | Naugatuck                                         | 1894      | [ 7 ] |                        |
| Sala de Turbinas salto del Niágara                                  | Niagara Falls (Nueva York)                        | 1895      | |                        |
| Biblioteca Pública de Boston                                        | Boston                                            | 1895      | | Interior of Bates Hall |
| Casa Dudley Pickman, 303 Commonwealth Avenue (Bay Bay)              | Boston                                            | 1895      | |                        |
| Reid Hall, Manhattanville College                                   | Purchase (Nueva York)                             | 1895      | |                        |
| Casa Estatal de Rhode Island                                        | Providence (Rhode Island)                         | 1895–1904 | |                        |
| Hotel Garden City                                                   | Garden City (Nueva York)                          | 1895      | Destruido por un incendio en 1899. |                        |
| Casa para Frederick Vanderbilt, "Hyde Park"                         | Hyde Park                                         | 1895–1898 | |                        |
| Woodlea                                                             | Briarcliff Manor                                  | 1895      | Actualmente Club de Campo Sleepy Hollow. |                        |
| James L. Breese House "The Orchard"                                 | Southampton (Nueva York)                          | 1897-1906 | |                        |
| Rosecliff                                                           | Newport (Rhode Island)                            | 1898–1902 | |                        |
| Harbor Hill                                                         | Long Island                                       | 1899–1902 | Demolido en 1947. |                        |
| Symphony Hall                                                       | Boston                                            | 1900      | |                        |
| Museo Hill-Stead                                                    | Farmington (Connecticut)                          | 1901      | Inmueble de Alfred Atmore Pope, diseñado con Theodate Pope Riddle. |                        |
| Astor Courts                                                        | Rhinebeck (condado de Dutchess, Nueva York)       | 1902–1904 | Propiedad de John Jacob Astor. |                        |
| Rockefeller Hall, Universidad Brown                                 | Providence (Rhode Island)                         | 1904      | Actualmente, Casa Faunce. |                        |
| Naugatuck High School                                               | Naugatuck                                         | 1904      | Hillside Middle School desde 1959. |                        |
| Waterbury Union Station                                             | 389 Meadow Street, Waterbury (Connecticut)        | 1909      | Incluye una torre del reloj de estilo neorrenacentista inspirada en la Torre del Mangia de Siena, Italia. |                        |
| Pórtico de Plymouth Rock                                            | Plymouth (Massachusetts)                          | 1920      | |                        |
| Foster Hall, Campus Sur de la Universidad de Búfalo                 | Búfalo (Nueva York)                               | 1921      | |                        |
| Escuela de negocios Harvard                                         | Boston                                            | 1925      | |                        |
| Ira Allen Chapel, Universidad de Vermont                            | Burlington (Vermont)                              | 1925      | |                        |
| Biblioteca Olin Memorial, Universidad Wesleyana (Connecticut)       | Middletown (Connecticut)                          | 1925      | |                        |
| Capilla Memorial, Union College                                     | Schenectady, New York                             | 1925      | |                        |
| Edificio Lincoln Alliance                                           | Rochester (Nueva York)                            | 1926      | |                        |
| Rochester Savings Bank                                              | Rochester (Nueva York)                            | 1927      | |                        |
| Museo George Eastman                                                | Rochester (Nueva York)                            | c.1903    | Eastman contrató a McKim, Mead & White para diseñar el interior de su Mansión de estilo neo-Colonial Georgiano Colonial,una réplica a gran escala de la casa de Robert Root de 1894. |                        |
| Burlington City Hall                                                | Burlington (Vermont)                              | 1928      | |                        |
| Levermore Hall, Blodgett Hall, y Woodruff Hall, Universidad Adelphi | Garden City (Nueva York)                          | 1929      | |                        |
| Ayuntamiento de Schenectady                                         | Schenectady                                       | 1931–1933 | |                        |
| La Pequeña Escuela Roja, Amherst College                            | Amherst (Massachusetts)                           | 1937      | |                        |
| Estación del ferrocarril Housatonic Railroad                        | U.S. Ruta 7, Stockbridge (Massachusetts)          | 1893      | Arquitectura neogótica de inspiración británica, en piedra. |                        |
| New York Central Railroad Station                                   | Ardsley Avenue and Hudson Road, Ardsley-on-Hudson | 1895      | Estilo Shingle con elementos de estilo Tudor y neorrománico. |                        |
| Apartmentos Park Lane                                               | Mount Vernon, New York                            | 1929      | |                        |
| Remodelación del Castillo Cedars/Lord's                             | Piermont (Nueva York)                             | 1892      | "Los extremos de los frontones originales fueron escalonados, las ventanas puntiagudas neogóticas fueron transformadas al estilo eduardiano, los porches de madera reconstruidos en piedra, la torre en el oeste coronada con un techo cónico, el bosque de delicadas chimeneas combinadas y reforzadas, y el interior reconfigurado con gran número de columnas clásicas, balaustres, hendiduras, chimeneas y molduras." |                        |

### Nueva Jersey
| Edificio                                                             | Localización                                                | Año       | Características | Imagen |
| -------------------------------------------------------------------- | ----------------------------------------------------------- | --------- | --- | ------ |
| Florham Campus Archivado el 1 de febrero de 2014 en Wayback Machine. | Universidad Fairleigh Dickinson                             | 1897      | Originalmente "Florham", esta propiedad de Hamilton Twombly y de Florence Vanderbilt, una de las muchas casas de Vanderbilt. |        |
| Biblioteca Pública de Orange                                         | Orange (Nueva Jersey)                                       | 1901      | |        |
| Iglesia Episcopal de San Pedro                                       | Morristown (Nueva Jersey)                                   | 1889-1913 | Iglesia parroquial de estilo medieval inglés.                                                                                |        |
| Puerta FitzRandolph                                                  | Princeton (Nueva Jersey)                                    | 1905      | Entrada oficial a la Universidad de Princeton.                                                                               |        |
| Casa de Campo del Club Universitario                                 | Universidad de Princeton, Princeton (Nueva Jersey)          | 1906      | Uno de los Comedores de la Universidad de Princeton.                                                                         |        |
| Estación de Pensilvania                                              | Raymond Plaza West con Market Street, Newark (Nueva Jersey) | 1935      | Estilo art déco. |        |

### WashingtonD.C.
| Edificio                                  | Localización                                     | Año       | Características                      | Imagen            |
| ----------------------------------------- | ------------------------------------------------ | --------- | ------------------------------------ | ----------------- |
| Casa Blanca, ala oeste y ala este         | 1600 de la Avenida Pensilvania, Washington D. C. | 1903      | Renovación                           | West wing c. 1909 |
| Roosevelt Hall, National War College      | Fort Lesley J. McNair, Washington D. C.          | 1903–1907 |                                      |                   |
| Museo Nacional de Historia Estadounidense | Washington D. C.                                 | 1964      |                                      |                   |
| Patterson Mansion                         | 15 Dupont Circle NW                              | 1903      |                                      |                   |
| Iglesia de San Juan, Plaza Lafayette      | 1525 H St NW, Washington, DC 20005               | 1919      | Renovación                           |                   |
| Pedestal, Juana de Arco                   | Meridian Hill Park                               | 1922      | Unos 2,5 m de largo y 1,5 m de alto. |                   |

### Otras ubicaciones de EE.UU.
| Edificio                                                                         | Localización                      | Año         | Características                                                                                           | Imagen |
| -------------------------------------------------------------------------------- | --------------------------------- | ----------- | --- | ------ |
| Primera Iglesia Metodista Episcopal, Iglesia Metodista Unida de Lovely Lane      | Baltimore                         | 1884        | |        |
| Cramond                                                                          | Tredyffrin Township, Pennsylvania | 1886        | |        |
| Casa McKelvy (originalmente "Oakhurst"), Lafayette College, College Hill         | Easton (Pensilvania)              | 1888        | [ 15 ] |        |
| Edificio New York Life Insurance                                                 | Kansas City (Misuri)              | 1890        | |        |
| Open Gates, Mansión de George Sealy                                              | Galveston                         | 1891        | |        |
| Club de Cricket de Germantown                                                    | Filadelfia                        | 1891        | |        |
| Edificio de la Agricultura de la Exposición Mundial Colombina                    | Chicago, Illinois                 | 1893        | |        |
| Old Cabell Hall, Cocke Hall, y Rouss Hall, Universidad de Virginia               | Charlottesville                   | 1898 aprox. | |        |
| Centro Savoyard                                                                  | Detroit                           | 1900        | Originalmente, Edificio del State Savings Bank; en el Registro Nacional de Lugares Históricos desde 1982. |        |
| Protección del Monumento de Flag                                                 | Athens (Pensilvania)              | 1900-1902   | |        |
| Edificio Inglés, Universidad de Illinois en Urbana-Champaign                     | Champaign (Illinois)              | 1905        | |        |
| Carr's Hill, o la Casa del Presidente de la Universidad de Virginia              | Charlottesville (Virginia)        | 1906        | |        |
| Edificio del Banco Nacional de Omaha                                             | Omaha (Nebraska)                  | 1906        | Originalmente, el Edificio New York Life en 1889.                                                         |        |
| Banco Girard                                                                     | Filadelfia                        | 1908        | |        |
| Edificio del Banco Nacional Fayette                                              | Lexington (Kentucky)              | 1914        | [ 17 ] |        |
| Instituto de Artes de Minneapolis                                                | Minneapolis, Minnesota            | 1915        | |        |
| Escuela Modelo Peabody                                                           | Nashville, Tennessee              | 1915        | Actualmente Escuela Universitaria de Nashville                                                            |        |
| Biblioteca y Museo del Memorial del lugar natal de McKinley                      | Niles (Ohio)                      | 1915        | |        |
| Instituto Butler de Arte Estadounidense                                          | Youngstown (Ohio)                 | 1919        | Listado en el Registro Nacional de Lugares Históricos.                                                    |        |
| Sala Memorial Cohen (Galería de Bellas Artes Vanderbilt), Universidad Vanderbilt | Nashville                         | 1928 aprox. | |        |
| Tribunal del Condado de Milwaukee                                                | Milwaukee                         | 1931        | |        |
| Sala Chittenden, Universidad de Vermont                                          | Burlington (Vermont)              | 1947        | |        |
| Sala Dietrich, actualmente Sala Steinberg-Dietrich, Universidad de Pensilvania   | Pensilvania                       | 1952        | |        |
| Universidad de Carolina del Norte en Chapel Hill                                 | Chapel Hill, Carolina del Norte   | 1929        | Expansión del campus.                                                                                     |        |

### Otros países
| Edificio                                            | Localización       | Año       | Características | Imagen |
| --------------------------------------------------- | ------------------ | --------- | --------------- | ------ |
| Sede del Banco de Montreal                          | Montreal           | 1901-1905 | Adiciones.      |        |
| Edificio del Banco de Montreal                      | Winnipeg, Manitoba | 1913      |                 |        |
| Edificio principal de la Academia Americana en Roma | Roma               | 1914      |                 |        |
| Hotel Nacional de Cuba                              | La Habana          | 1930      |                 |        |

## Arquitectos notables de McKim, Mead y White
- Henry Bacon: trabajó en la firma desde aproximadamente 1886 hasta 1897. Se fue con su compañero de trabajo James Brite para abrir su propia oficina.
- William A. Boring: trabajó en la empresa en 1890 antes de formar una sociedad separada con Edward Lippincott Tilton.
- Charles Lewis Bowman: dibujante de la firma hasta 1922, destacado por su gran número de residencias privadas en todo el Condado de Westchester, Nueva York que incluye Bronxville, Pelham Manor, Mamaroneck y New Rochelle.
- A. Page Brown: trabajó con la firma a partir de la década de 1880. Fue a California, donde fue conocido por el San Francisco Ferry Building.
- Walker O. Cain: trabajó en la firma; se hizo cargo de ella en 1961 y le cambió el nombre varias veces.
- J.E.R. Carpenter: trabajó en la empresa durante varios años antes de diseñar gran parte de la Quinta avenida superior y de Park Avenue, incluidas 907 Fifth Avenue, 825 Fifth Avenue, 625 Park Avenue, 550 Park Avenue y Lincoln Building en la calle 42.
- John Merven Carrère (1858–1911): trabajó con McKim, Mead & White desde 1883 hasta 1885, luego se unió a Thomas Hastings para formar la firma Carrère and Hastings.
- Thomas Harlan Ellett (1880–1951).
- Cass Gilbert: trabajó con la firma hasta 1882, cuando comenzó a colaborar con James Knox Taylor. Posteriormente diseñó muchas estructuras notables, entre ellas el Puente George Washington y el Edificio Woolworth.
- Arthur Loomis Harmon: más adelante en Shreve, Lamb and Harmon.
- Thomas Hastings (1860–1929): de Carrère and Hastings, trabajó con McKim, Mead & White desde 1883 hasta 1885.
- John Galen Howard (1864-1931).
- John Mead Howells (1868-1959).
- William Mitchell Kendall (1856-1941): trabajó con la firma desde 1882 hasta su muerte.
- Harrie T. Lindeberg: comenzó en la firma en 1895 como asistente de Stanford White y permaneció en la firma hasta la muerte de White en 1906.
- Austin W. Lord: trabajó con la firma entre 1890 y 1894 en diseños para el Museo Brooklyn, el Metropolitan Club y edificios de la Universidad de Columbia.
- Harold Van Buren Magonigle (1867-1935).
- Albert Randolph Ross.
- Philip Sawyer (1868-1949).
- James Kellum Smith (1893–1961): miembro de la firma de 1924 a 1961; socio desde 1929, y el último socio sobreviviente de MM&W. Diseñó principalmente edificios académicos, pero su último trabajo importante fue el Museo Nacional de Historia Estadounidense.
- Egerton Swartwout de Tracy and Swartwout: Tracy y Swartwout trabajaron juntos para la empresa en múltiples proyectos antes de organizar su propia oficina.
- Edward Lippincott Tilton: ayudó a diseñar la Biblioteca Pública de Boston en 1890, antes de irse con Boring.
- Robert von Ezdorf: asumió gran parte del negocio de la empresa después de la muerte de White.
- Joseph M. Wells (1853–1890): trabajó como el primer delineante en jefe de la firma desde 1879 a 1890; a menudo considerado como el "cuarto socio" de la empresa, y en gran parte responsable de sus diseños neorrenacentistas en la década de 1880.
- William M. Whidden: trabajó en la empresa desde al menos 1882 hasta 1888. Entre sus proyectos se incluyeron los hoteles Tacoma y Portland en Washington y Oregón, respectivamente. Se mudó a Portland en 1888 para terminar el hotel y estableció su propia firma con Ion Lewis.
- York and Sawyer: Edward York (1863–1928) y Philip Sawyer (1868–1949) trabajaron juntos para la firma antes de comenzar su propia asociación en 1898.

## Galería

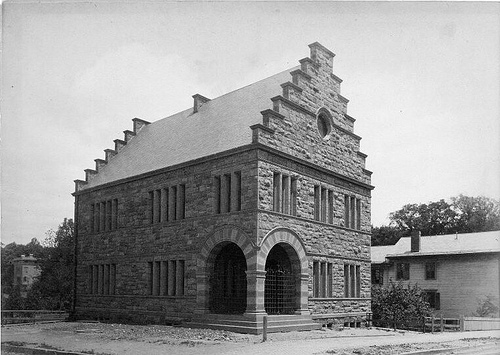
"Wolf's Head Old Hall," concluida en 1884. Adquirida por la Universidad de Yale, 1924.
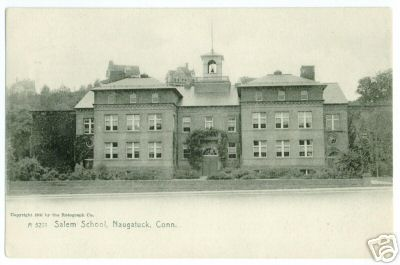
Salem School (1884), postal de 1905.
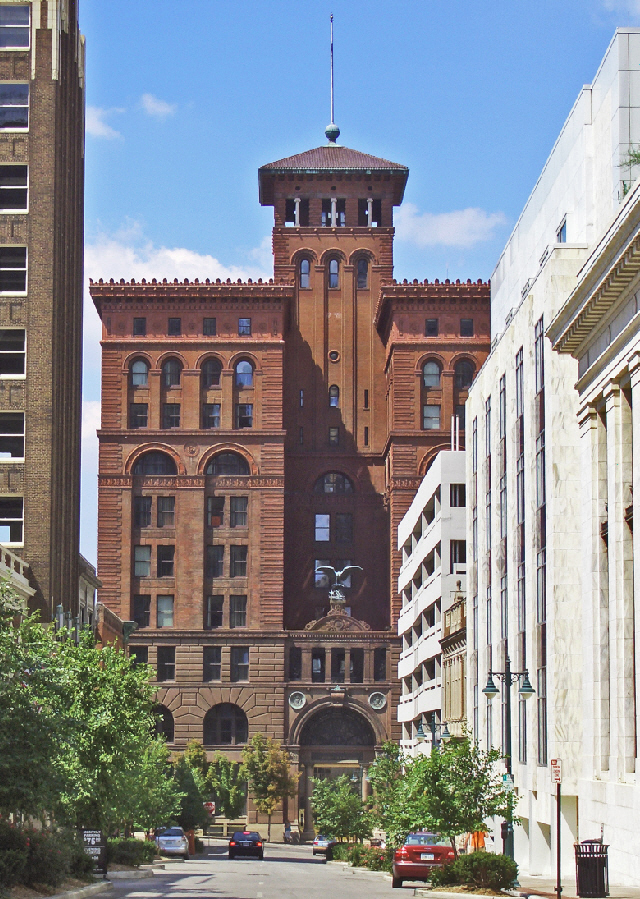
New York Life Insurance Building, Kansas City, Missouri, construido entre 1888 y 1890.
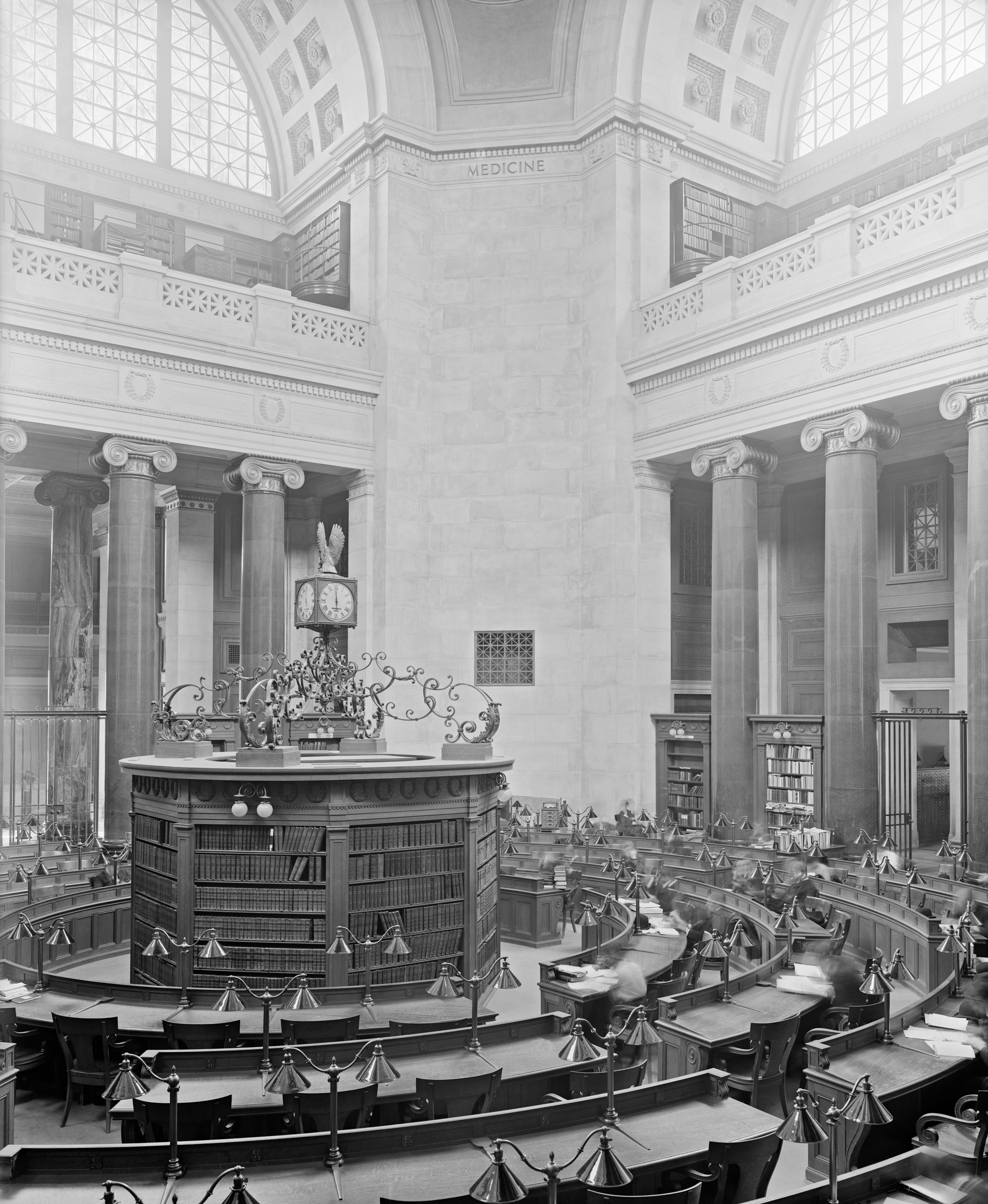
Low Memorial Library, Columbia University, construida en 1895. Fotografía tomada entre 1900 y 1910.
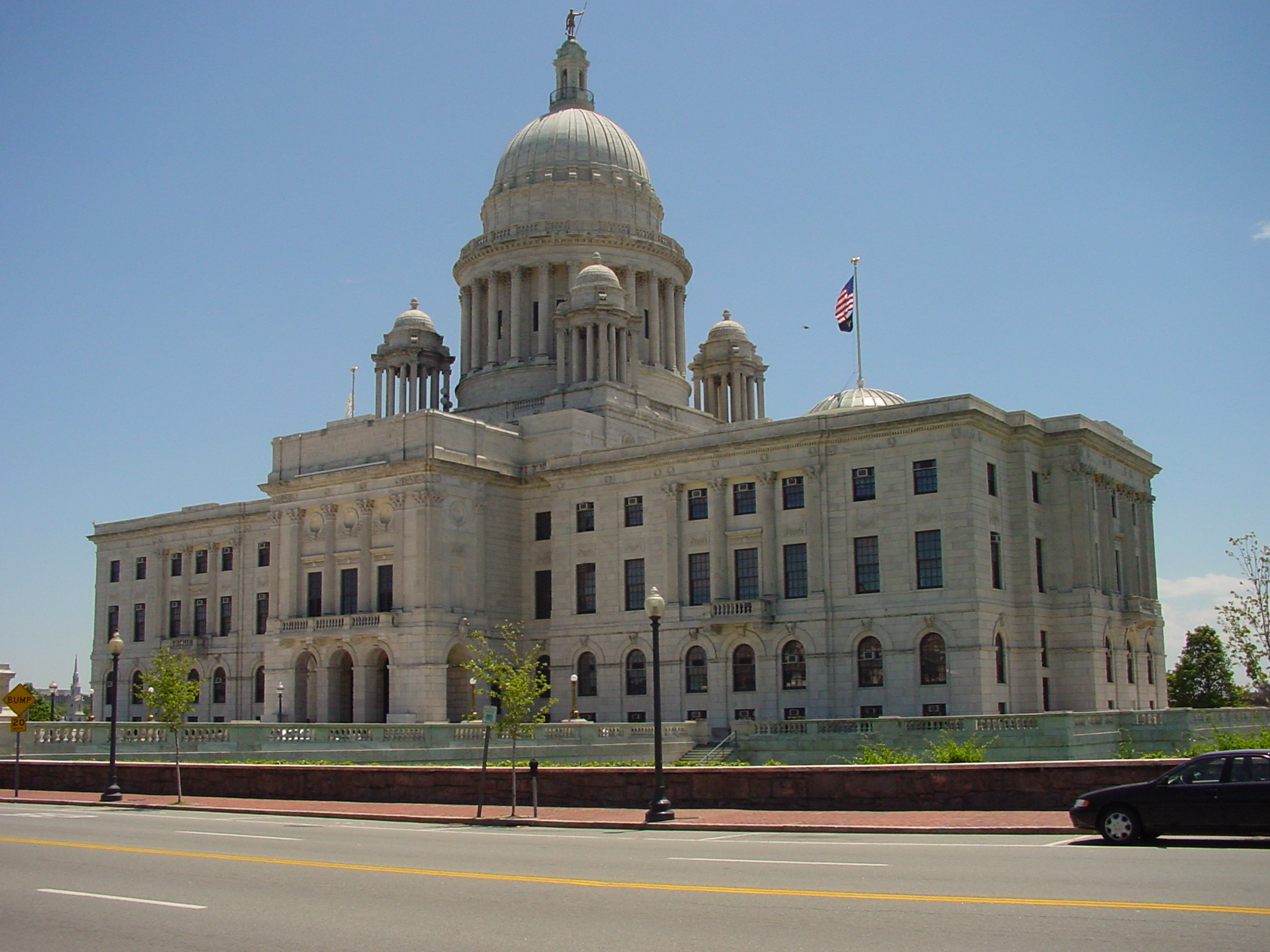
Capitolio del Estado de Rhode Island, Providence, terminado en 1904.
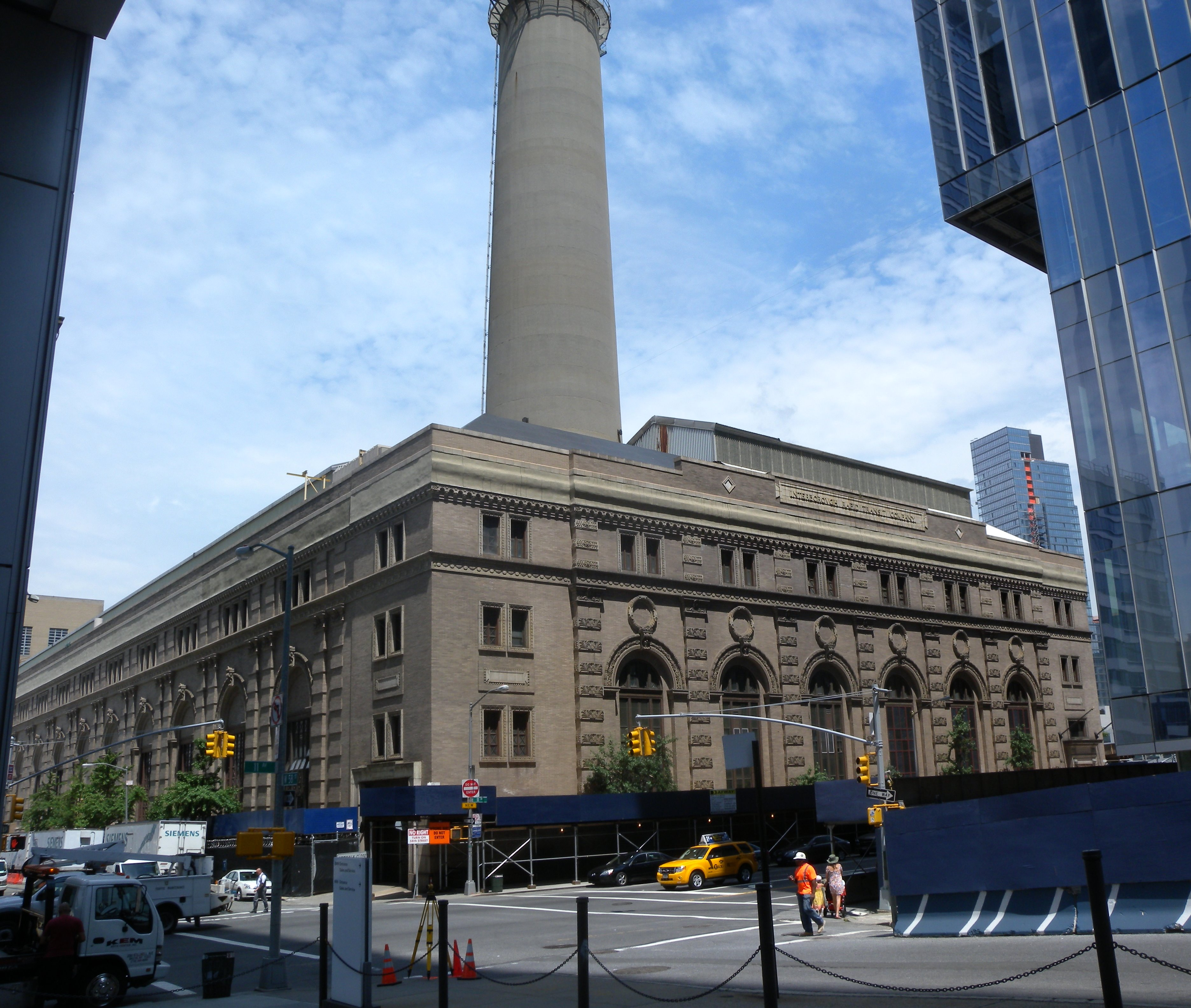
IRT Powerhouse (1904)
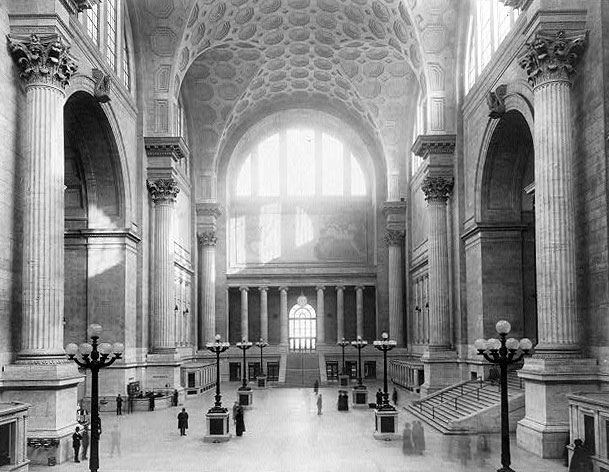
Estación Pensilvania, entre 1905 y 1910